# Christian Schröer
Christian Schröer (* 10. Februar 1957 in Mülheim an der Ruhr) ist ein deutscher Philosoph.

## Leben
Schröer studierte von 1977 bis 1981 Philosophie an der Hochschule für Philosophie München und katholische Theologie sowie Theaterwissenschaften an der Ludwig-Maximilians-Universität München.
Von 1998 bis 2006 war Schröer Professor für Philosophie an der Otto-Friedrich-Universität Bamberg. Von 2006 bis zu seiner Verabschiedung in den Ruhestand Ende des Wintersemesters 2022/23 war 
Schröer Inhaber des Lehrstuhls für Philosophie mit Schwerpunkt Ethik an der Universität Augsburg.

## Werke (Auswahl)
- Naturbegriff und Moralbegründung. Die Grundlegung der Ethik bei Christian Wolff und deren Kritik durch Immanuel Kant, Stuttgart (Kohlhammer) 1988 (Dissertation).
- Praktische Vernunft bei Thomas von Aquin, Stuttgart, Kohlhammer 1995